# 大洼街道
大洼街道，是中华人民共和国辽宁省盘锦市大洼区下辖的一个乡镇级行政单位。辽政【2016】69号文件将大洼镇、王家镇、榆树镇撤销，重组为大洼街道和榆树街道；盘政【2016】36号文件将向海街道从大洼街道析出。

## 行政区划
大洼街道下辖以下16个社区：站前社区、向阳社区、桥南社区、振兴社区、四新社区、兴顺社区、繁荣社区、生产社区、永安社区、新兴社区、东升社区、兴盛社区、新园社区、欣荣社区、瀛路社区、永泰社区。